# Domenico Puccini
Domenico Vincenzo Maria Puccini (Lucca (Toscan), 5 d'abril, 1772 - Idem. 25 de maig, 1815), va ser un compositor italià.
Domenico Puccini provenia d'una família de músics de la Toscana que inclou músics d'almenys cinc generacions. El seu avi Giacomo Puccini el Vell ja havia estat compositor i organista a la catedral de Lucca, igual que el seu pare. El seu fill Michele també va compondre, i el seu net va ser el famós compositor d'òpera Giacomo Puccini (1858–1924).
Domenico Puccini va estudiar amb el pare Stanislao Mattei a Bolonya i més tard a Nàpols amb Giovanni Paisiello. Després del seu retorn a Lucca, com el seu pare i el seu avi, esdevingué organista de la catedral de San Martino. La duquessa Élisa Bonaparte el va nomenar Cappella Municipale. El 1805 es va casar amb Angela Cerù. Puccini va morir el 1815 amb només 43 anys.

## Obra
L'obra de Puccini inclou, entre altres coses, la música instrumental. un concert per a piano en si major, dues simfonies i diverses desenes de sonates per a piano. Va escriure sis duets per a soprano i tenor amb acompanyament de piano. Les seves obres principals inclouen quatre òperes i música d'església. Pel que fa a la música sacra, va escriure cinc Kyrie, sis Gloriae, un Benedictus, un Alleluia per a vuit veus i orquestra, tres lamentacions, sis motets i vuit salms.
Després de les òperes de cambra Spartaco (1793) i Castruccio (1797), la seva òpera pastoral Le frecce d'amore i l'òpera buffa L'Ortolanella, o La Moglie capricciosa es van crear el 1800. El mateix any, amb motiu de la suposada victòria sobre Napoleó a la batalla de Marengo, Puccini va escriure un Te Deum, que va interpretar a San Martino el juny de 1800. Puccini va compondre un altre homenatge a Napoleó el 1807 per a soprano i piano a quatre mans. L'òpera seria Il Quinto Fabio va seguir el 1810 i la farsa La Scuola dei tutori el 1813. L'òpera buffa Il Ciarlatano, ossia I finti savoiardi va tenir lloc l'any de la seva mort, 1815. Deixà inacabada la seva darrera obra, un Te Deum. El seu pare Antonio Puccini no es va atrevir a completar l'obra, tal com va escriure en una nota sobre la partitura. Després el va donar a , alumne de Domenico, perquè el completés.